# 岐阜県道218号木曽三川公園線
岐阜県道215号木曽三川公園線（ぎふけんどう218ごう きそさんせんこうえんせん）とは、岐阜県海津市の一般県道（岐阜県道）である。

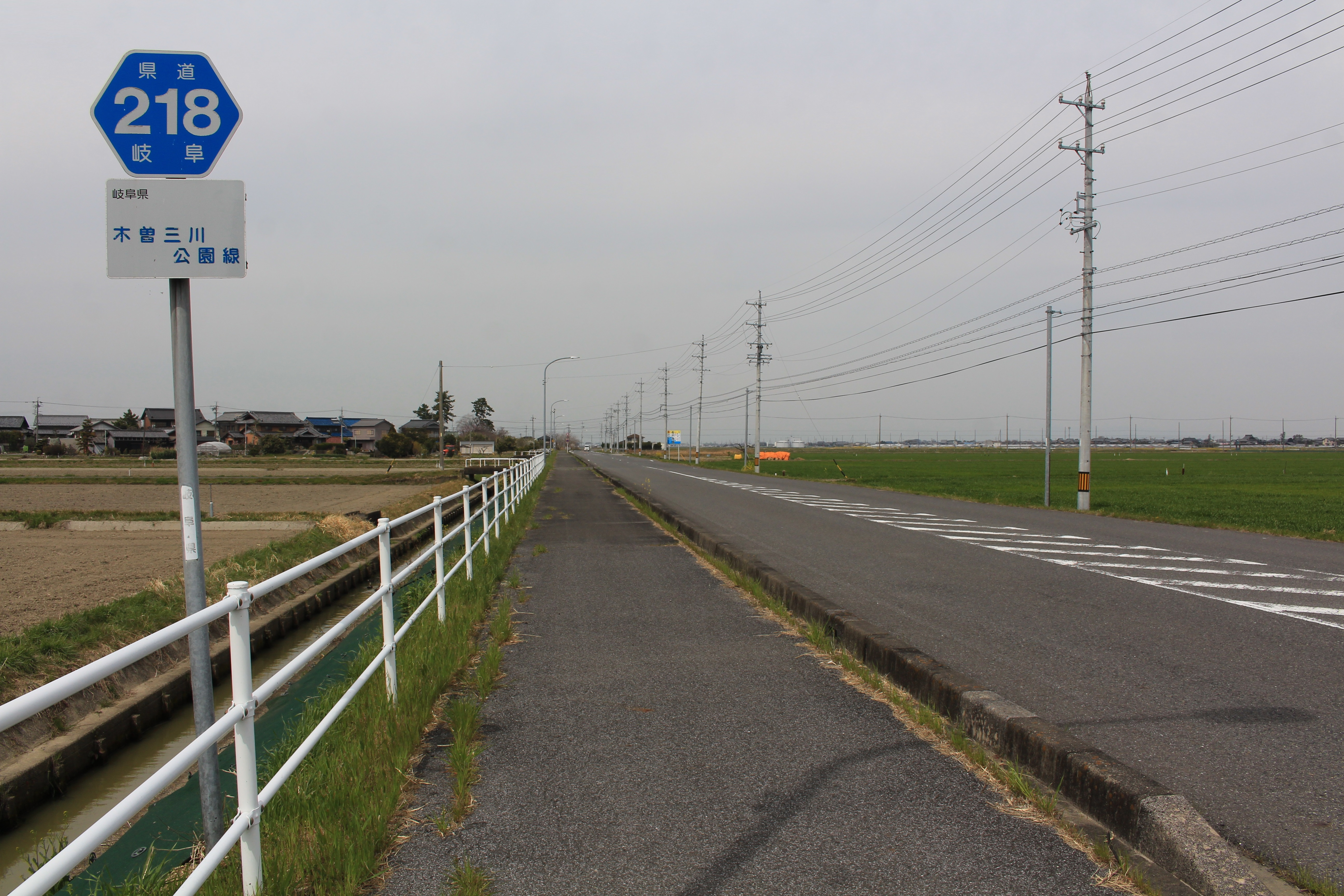
岐阜県道218号木曽三川公園線、海津市石亀にて

## 概要
木曽川右岸堤防と長良川左岸堤防との間にある輪中地帯をほぼ南北に通る。

### 路線データ
- 起点：岐阜県海津市海津町鹿野（岐阜県道1号岐阜南濃線、岐阜県道8号津島南濃線交点）
- 終点：岐阜県海津市海津町油島（岐阜県道220号安八海津線交点）

## 通過する自治体
- 岐阜県
  - 海津市

## 接続する道路

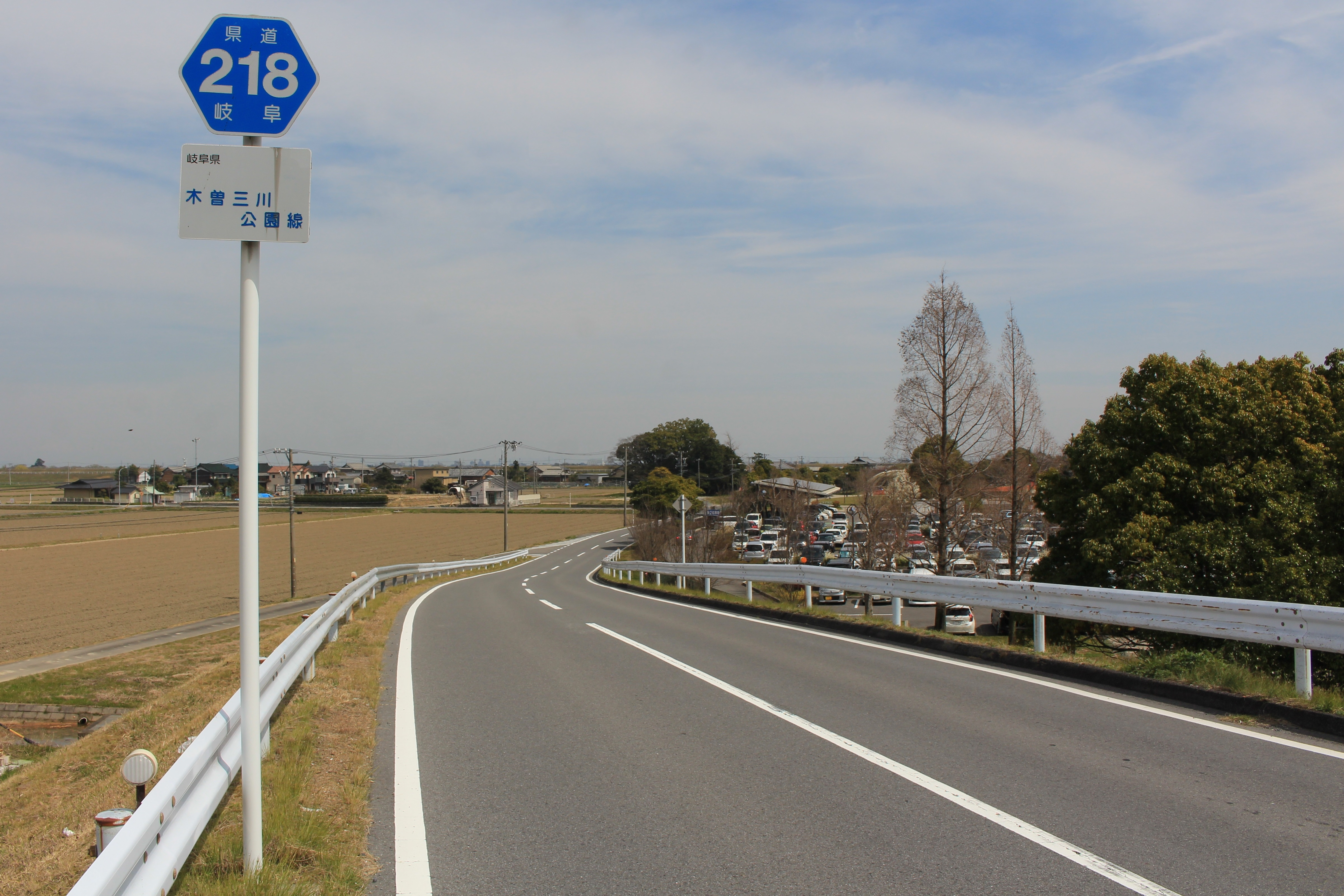
岐阜県道218号木曽三川公園線（岐阜県道220号安八海津線に接続する終点付近）と木曽三川公園センターの第2駐車場、海津市油島にて

- 岐阜県道1号岐阜南濃線
- 岐阜県道8号津島南濃線
- 岐阜県道119号津島立田海津線
- 岐阜県道220号安八海津線

## 周辺
- 木曽三川公園パークセンター
- 海津温泉
- 木曽三川公園
- 木曽三川公園センター
- 治水神社

## 別名
- 水郷ハナミズキ街道（海津市）
- 薩摩カイコウズ街道（海津市）